# Seboncourt
Seboncourt est une commune française située dans le département de l'Aisne, en région Hauts-de-France.

## Géographie

### Communes limitrophes
|                     | Bohain-en-Vermandois     |           |
| Fresnoy-le-Grand    | Seboncourt               | Mennevret |
| Etaves-et-Bocquiaux | Aisonville-et-Bernoville | Grougis   |

### Hydrographie

#### Réseau hydrographique
La commune est située dans le bassin Artois-Picardie. Elle est drainée par le canal des Torrents.
Le canal des Torrents, d'une longueur de 30 km, prend sa source dans la commune de L'Abergement-Clémenciat et se jette  dans l'Escaut à L'Abergement-Clémenciat, après avoir traversé neuf communes.

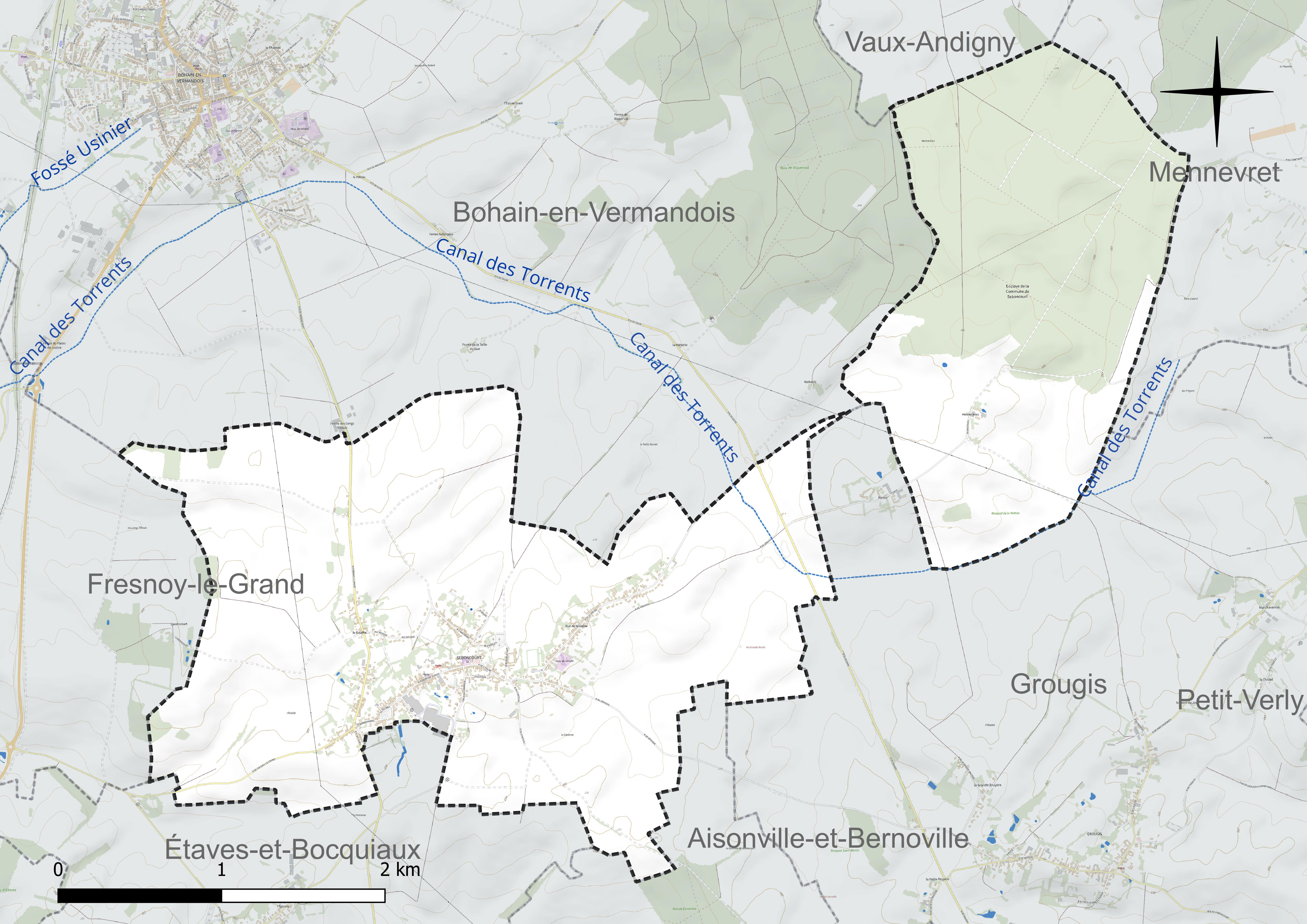
Réseau hydrographique de Seboncourt.

#### Gestion et qualité des eaux
Le territoire communal est couvert par le schéma d'aménagement et de gestion des eaux (SAGE) « Escaut ». Ce document de planification concerne un territoire de 2 005 km2 de superficie, délimité par le bassin versant de l'Escaut. Le périmètre a été arrêté le 9 juin 2006 et le SAGE proprement dit a été approuvé le 13 juillet 2021. La structure porteuse de l'élaboration et de la mise en œuvre est le syndicat mixte Escaut et Affluents (SyMEA).
La qualité des cours d'eau peut être consultée sur un site dédié géré par les agences de l'eau et l'Agence française pour la biodiversité.

### Climat
Pour des articles plus généraux, voir Climat des Hauts-de-France et Climat de l'Aisne.
En 2010, le climat de la commune est de type climat océanique dégradé des plaines du Centre et du Nord, selon une étude du CNRS s'appuyant sur une série de données couvrant la période 1971-2000. En 2020, Météo-France publie une typologie des climats de la France métropolitaine dans laquelle la commune est exposée à un climat océanique altéré et est dans la région climatique Nord-est du bassin Parisien, caractérisée par un ensoleillement médiocre, une pluviométrie moyenne régulièrement répartie au cours de l'année et un hiver froid (3 °C).
Pour la période 1971-2000, la température annuelle moyenne est de 10 °C, avec une amplitude thermique annuelle de 14,5 °C. Le cumul annuel moyen de précipitations est de 766 mm, avec 11,8 jours de précipitations en janvier et 9,1 jours en juillet. Pour la période 1991-2020, la température moyenne annuelle observée sur la station météorologique la plus proche, située sur la commune de Fontaine-lès-Clercs à 25 km à vol d'oiseau, est de 10,8 °C et le cumul annuel moyen de précipitations est de 683,4 mm,. Pour l'avenir, les paramètres climatiques de la commune estimés pour 2050 selon différents scénarios d'émission de gaz à effet de serre sont consultables sur un site dédié publié par Météo-France en novembre 2022.

## Urbanisme

### Typologie
Au 1er janvier 2024, Seboncourt est catégorisée bourg rural, selon la nouvelle grille communale de densité à 7 niveaux définie par l'Insee en 2022.
Elle est située hors unité urbaine. Par ailleurs la commune fait partie de l'aire d'attraction de Saint-Quentin, dont elle est une commune de la couronne,. Cette aire, qui regroupe 120 communes, est catégorisée dans les aires de 50 000 à moins de 200 000 habitants,.

### Occupation des sols
L'occupation des sols de la commune, telle qu'elle ressort de la base de données européenne d'occupation biophysique des sols Corine Land Cover (CLC), est marquée par l'importance des territoires agricoles (69,9 % en 2018), une proportion identique à celle de 1990 (69,9 %). La répartition détaillée en 2018 est la suivante : 
terres arables (69,7 %), forêts (22,2 %), zones urbanisées (7,8 %), zones agricoles hétérogènes (0,2 %).
L'évolution de l'occupation des sols de la commune et de ses infrastructures peut être observée sur les différentes représentations cartographiques du territoire : la carte de Cassini (XVIIIe siècle), la carte d'état-major (1820-1866) et les cartes ou photos aériennes de l'IGN pour la période actuelle (1950 à aujourd'hui).

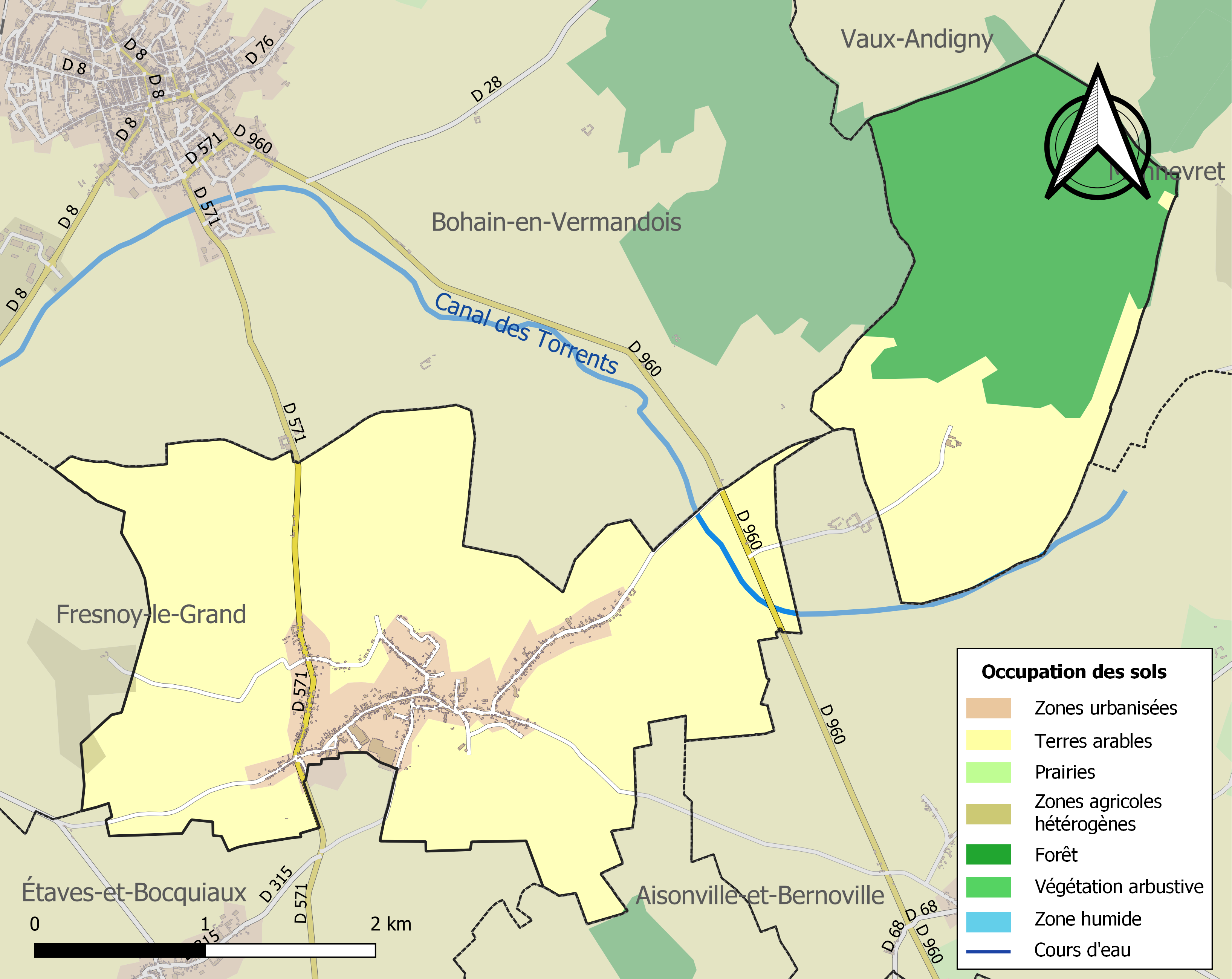
Carte de l'occupation des sols de la commune en 2018 (CLC).

## Toponymie
Le nom de la localité est attesté sous les formes Seguncourt (1043) ; Seguncurtis (1124) ; Segundicurtis (1145) ; Segouncort (1220) ; Segoncort (1220) ; Segoncourt (1353) ; Ceboncourt (1543).

## Histoire

### L'ancienne voie ferrée
De 1900 à 1951, Seboncourt  a possédé une gare située  rue Lionel-Duplaquet  (de nos jours, la gare est devenue une habitation). Elle faisait de la ligne de chemin de fer de Guise au Catelet, ligne à voie métrique réalisée sous le régime des « voies ferrées d'intérêt local » reliant Le Catelet-Gouy à Bohain puis Guise. Elle servait pour le transport du courrier, des marchandises, des betteraves et surtout des habitants et des ouvriers qui se rendaient soit à Bohain, pour travailler dans les usines textiles, ou à Guise. Elle se trouve à environ 7 km de Bohain ; contrairement à d'autres sections qui sont devenues des chemins ou des sentiers de randonnée, la voie reliant Seboncourt à Bohain n'est plus visible car elle a été vendue aux riverains.

Après 1945, le trafic décline, du fait de l'essor du transport des marchandises par camion et des voyageurs par autobus. Le département de l'Aisne, propriétaire de la ligne, décide de son déclassement le 1er janvier 1951. 

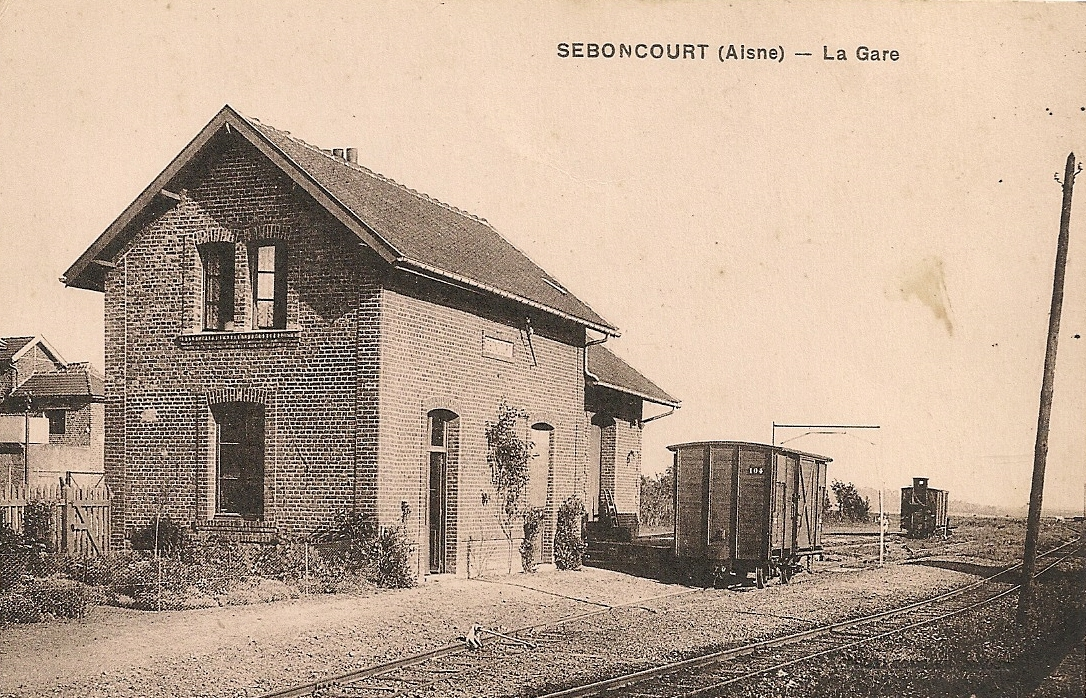
La gare vers 1910 (carte postale).
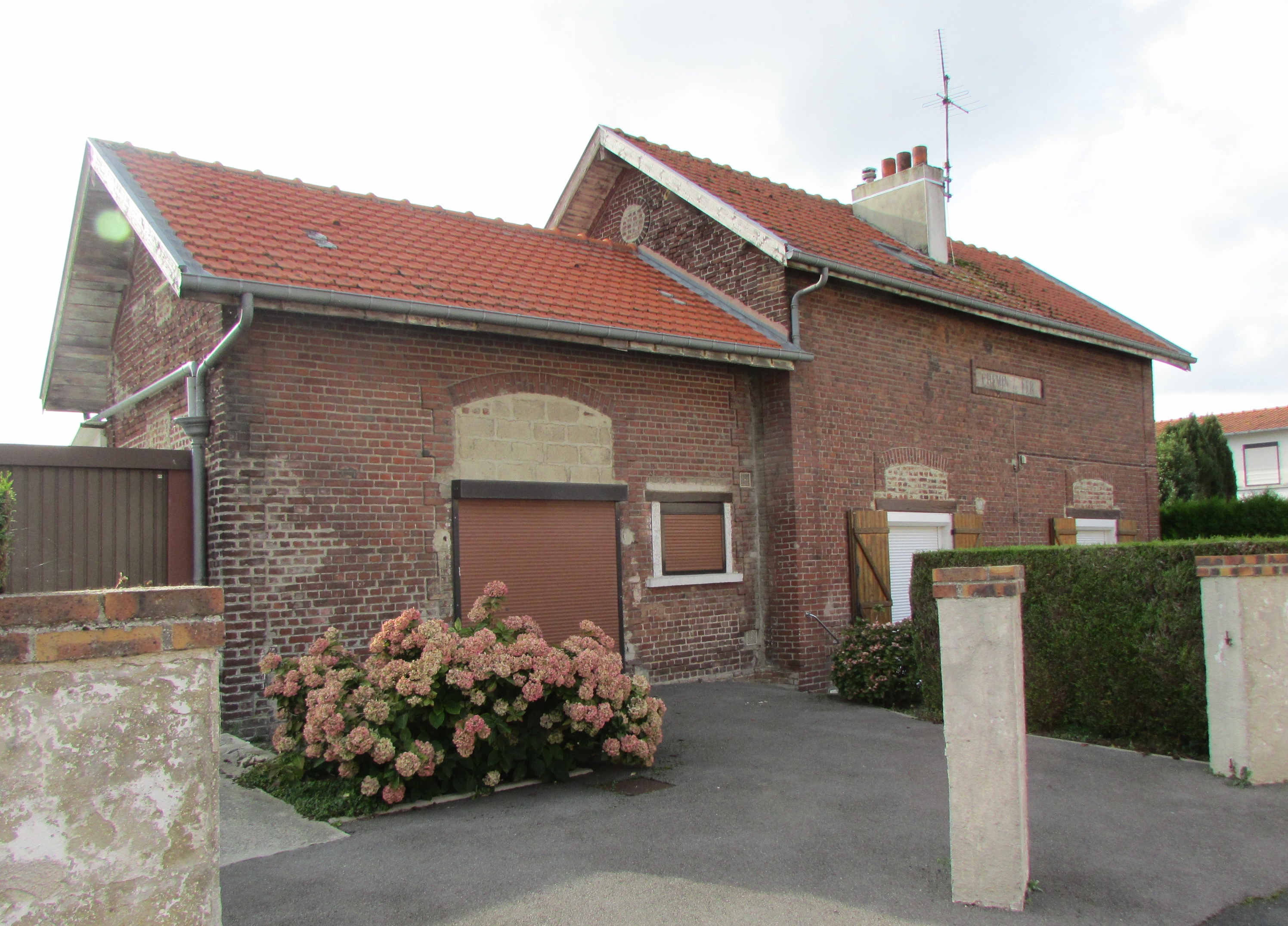
La gare de nos jours, transformée en habitation.
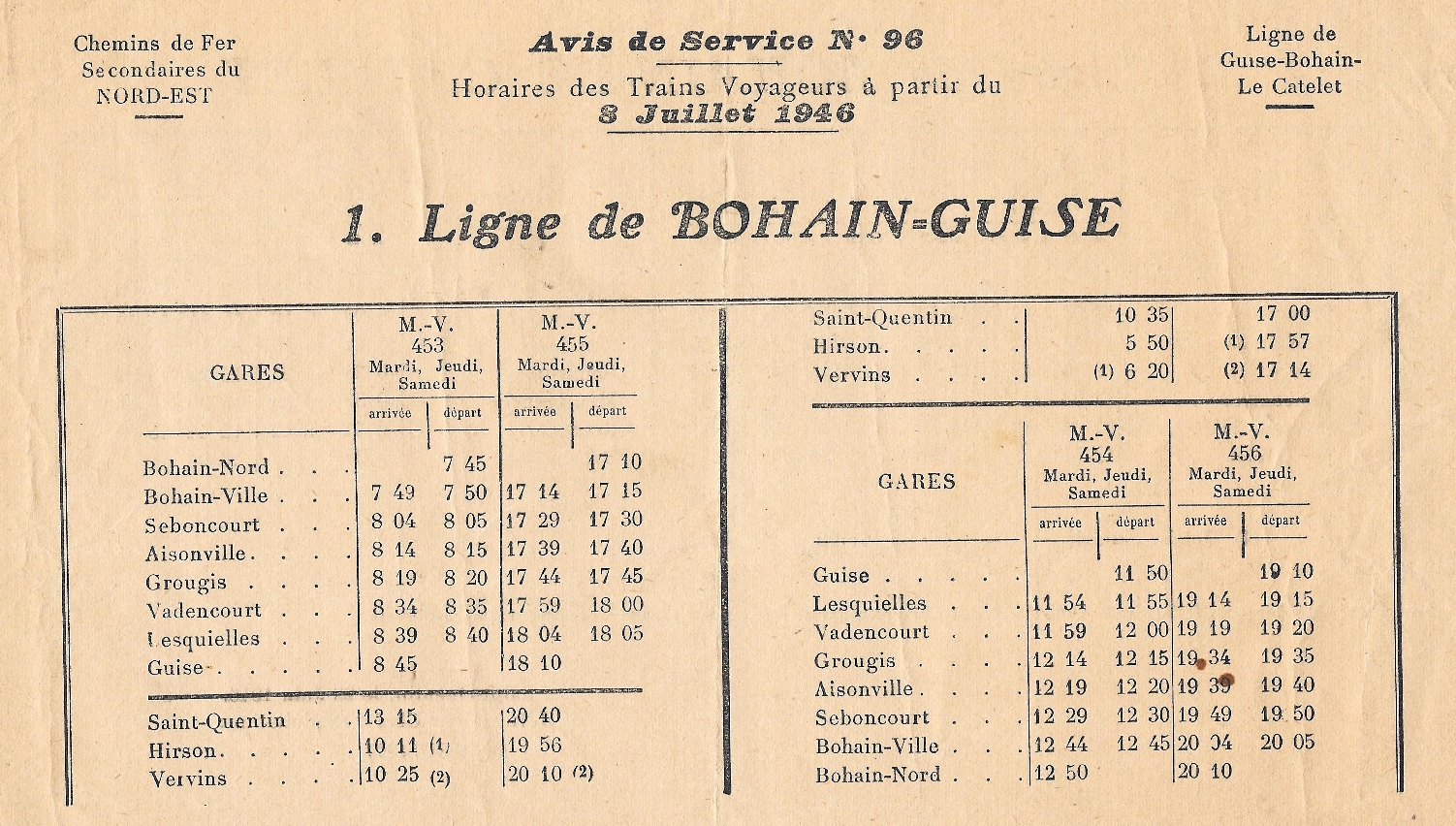
Horaire des trains en 1946.
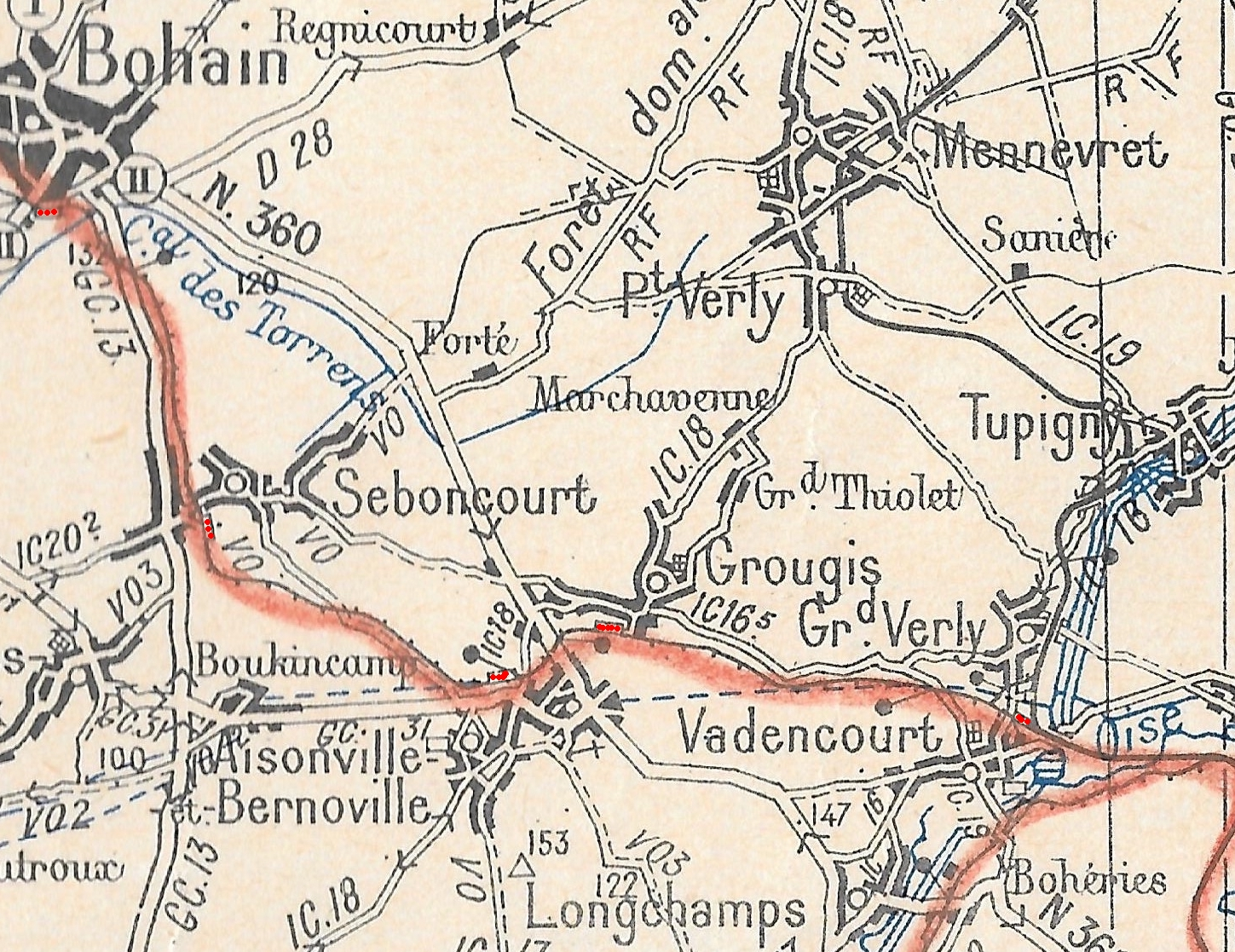
Carte de la ligne Bohain - Guise (tracé en rouge ; la gare de Seboncourt est symbolisée par un rectangle rouge).

## Politique et administration

### Découpage territorial
La commune de Seboncourt est membre de la communauté de communes du Pays du Vermandois, un établissement public de coopération intercommunale (EPCI) à fiscalité propre créé le 31 décembre 1993 dont le siège est à Bellicourt. Ce dernier est par ailleurs membre d'autres groupements intercommunaux.
Sur le plan administratif, elle est rattachée à l'arrondissement de Saint-Quentin, au département de l'Aisne et à la région Hauts-de-France. Sur le plan électoral, elle dépend du  canton de Bohain-en-Vermandois pour l'élection des conseillers départementaux, depuis le redécoupage cantonal de 2014 entré en vigueur en 2015, et de la troisième circonscription de l'Aisne  pour les élections législatives, depuis le dernier découpage électoral de 2010.

### Administration municipale
| Période                                  | Période                   | Identité          | Étiquette | Qualité     |
| ---------------------------------------- | ------------------------- | ----------------- | --------- | ----------- |
| Les données manquantes sont à compléter. |                           |                   |           |             |
| avant 1877                               | après 1879                | M. Haye           |           |             |
| Les données manquantes sont à compléter. |                           |                   |           |             |
| avant 1988                               | 1995                      | Paul Ducatteau    |           |             |
| juin 1995                                | mars 2014                 | Gérard Feuillette |           |             |
| mars 2014,                               | En cours (au 25 mai 2020) | Hugues Legrand    | DVD       | Agriculteur |

## Démographie
L'évolution du nombre d'habitants est connue à travers les recensements de la population effectués dans la commune depuis 1793. Pour les communes de moins de 10 000 habitants, une enquête de recensement portant sur toute la population est réalisée tous les cinq ans, les populations de référence des années intermédiaires étant quant à elles estimées par interpolation ou extrapolation. Pour la commune, le premier recensement exhaustif entrant dans le cadre du nouveau dispositif a été réalisé en 2007.

En 2022, la commune comptait 1 085 habitants, en évolution de −1,36 % par rapport à 2016 (Aisne : −1,97 %, France hors Mayotte : +2,11 %).
| 1793  | 1800  | 1806  | 1821  | 1831  | 1836  | 1841  | 1846  | 1851  |
| ----- | ----- | ----- | ----- | ----- | ----- | ----- | ----- | ----- |
| 1 550 | 1 500 | 1 626 | 1 720 | 1 812 | 1 827 | 1 970 | 2 024 | 1 950 |

| 1856  | 1861  | 1866  | 1872  | 1876  | 1881  | 1886  | 1891  | 1896  |
| ----- | ----- | ----- | ----- | ----- | ----- | ----- | ----- | ----- |
| 2 294 | 2 490 | 2 580 | 2 390 | 2 390 | 2 454 | 2 379 | 2 218 | 2 210 |

| 1901  | 1906  | 1911  | 1921  | 1926  | 1931  | 1936  | 1946  | 1954  |
| ----- | ----- | ----- | ----- | ----- | ----- | ----- | ----- | ----- |
| 2 020 | 1 997 | 1 910 | 1 520 | 1 549 | 1 524 | 1 346 | 1 101 | 1 242 |

| 1962  | 1968  | 1975  | 1982  | 1990  | 1999  | 2006  | 2007  | 2012  |
| ----- | ----- | ----- | ----- | ----- | ----- | ----- | ----- | ----- |
| 1 173 | 1 132 | 1 072 | 1 085 | 1 103 | 1 111 | 1 072 | 1 066 | 1 098 |

| 2017  | 2022  | - | - | - | - | - | - | - |
| ----- | ----- | - | - | - | - | - | - | - |
| 1 097 | 1 085 | - | - | - | - | - | - | - |

## Culture locale et patrimoine

### Lieux et monuments
- Église Sainte-Aldegonde, reconstruite après la guerre 1914-1918 ; dans l'église plaque commémorative de la guerre 1914-1918.
- Monument aux morts.
- Au cimetière, trois tombes de soldats français inconnus, et deuxième monument aux morts.

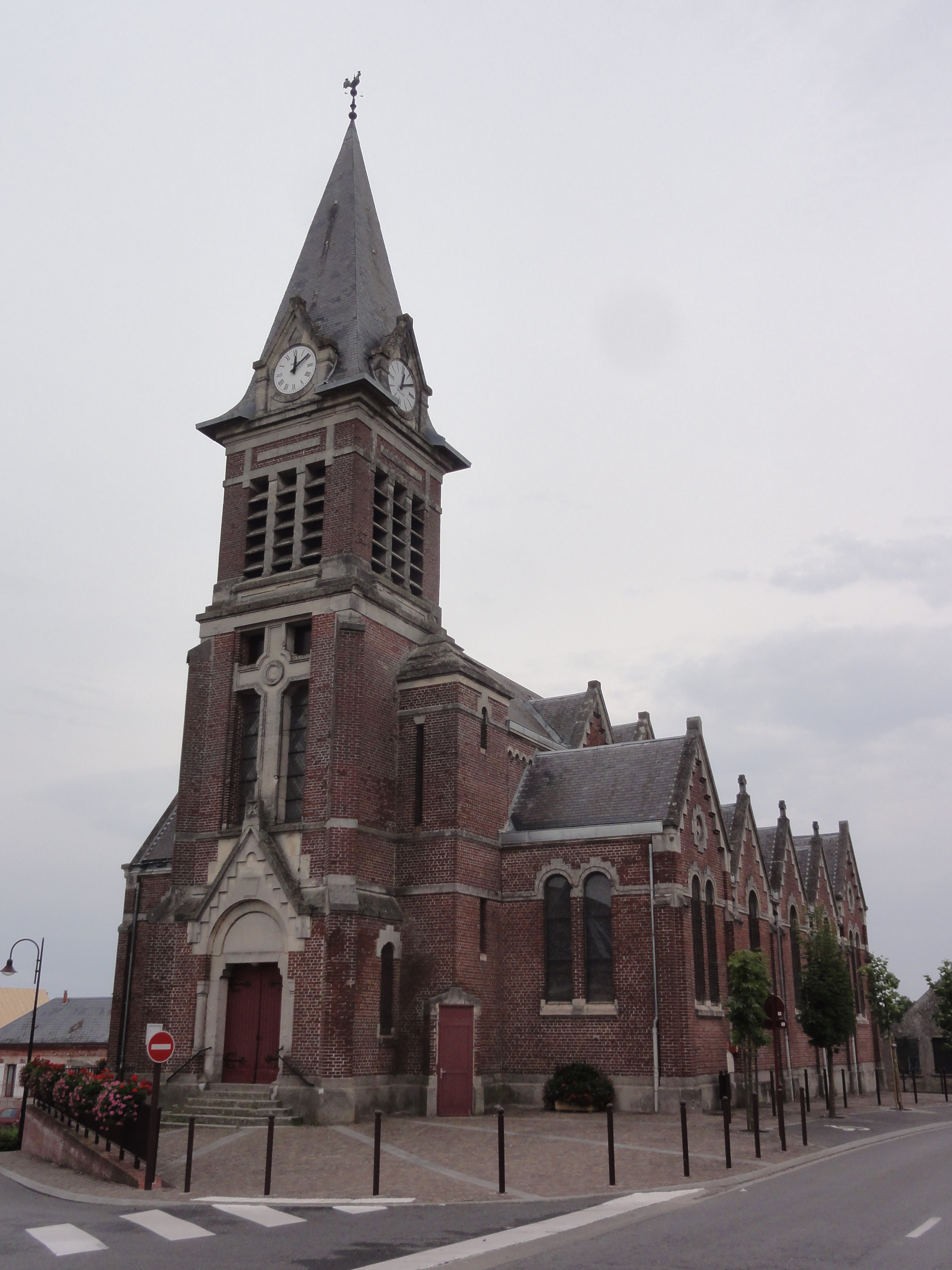
Église Sainte-Aldegonde.
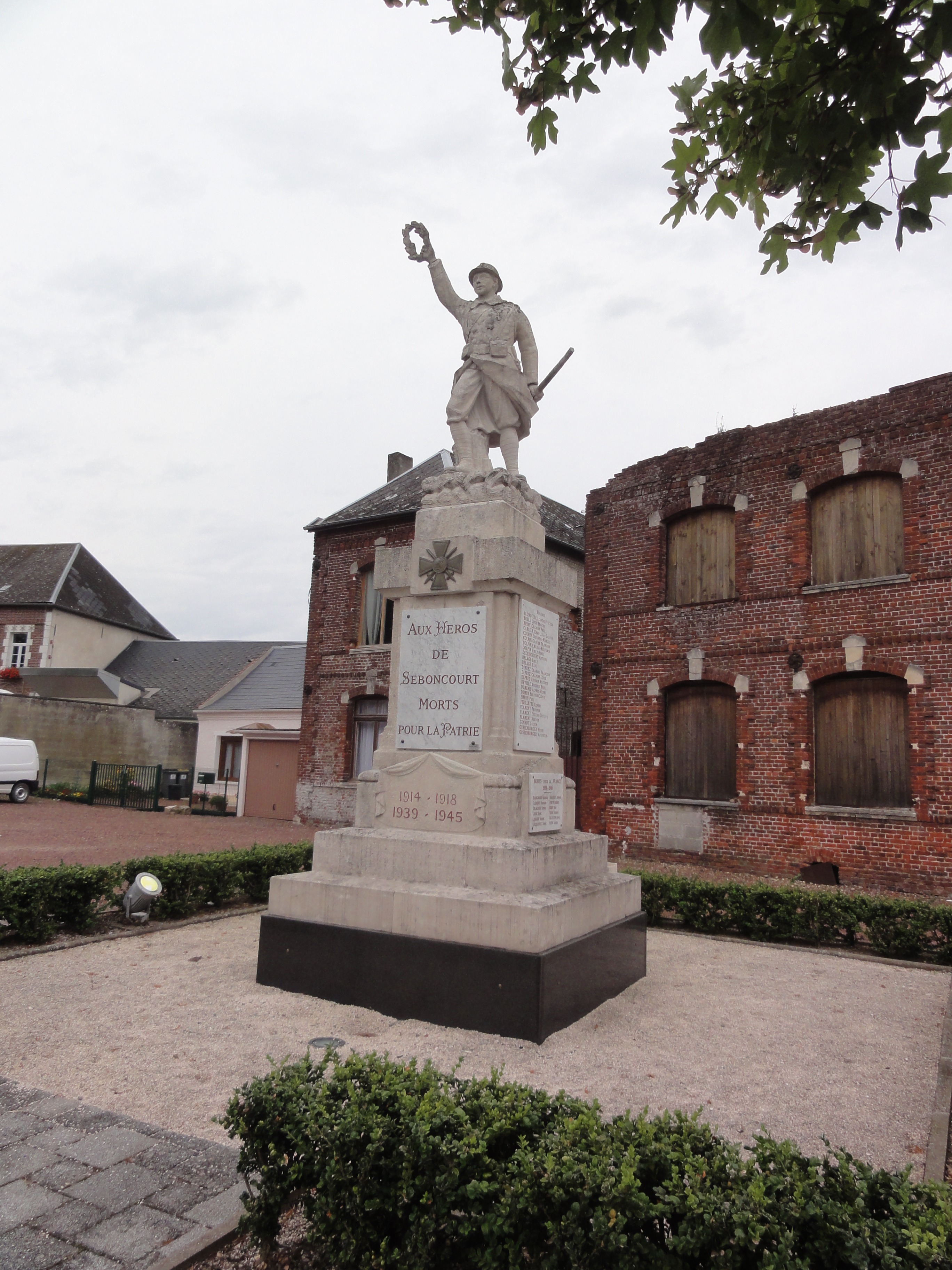
Monument aux morts.
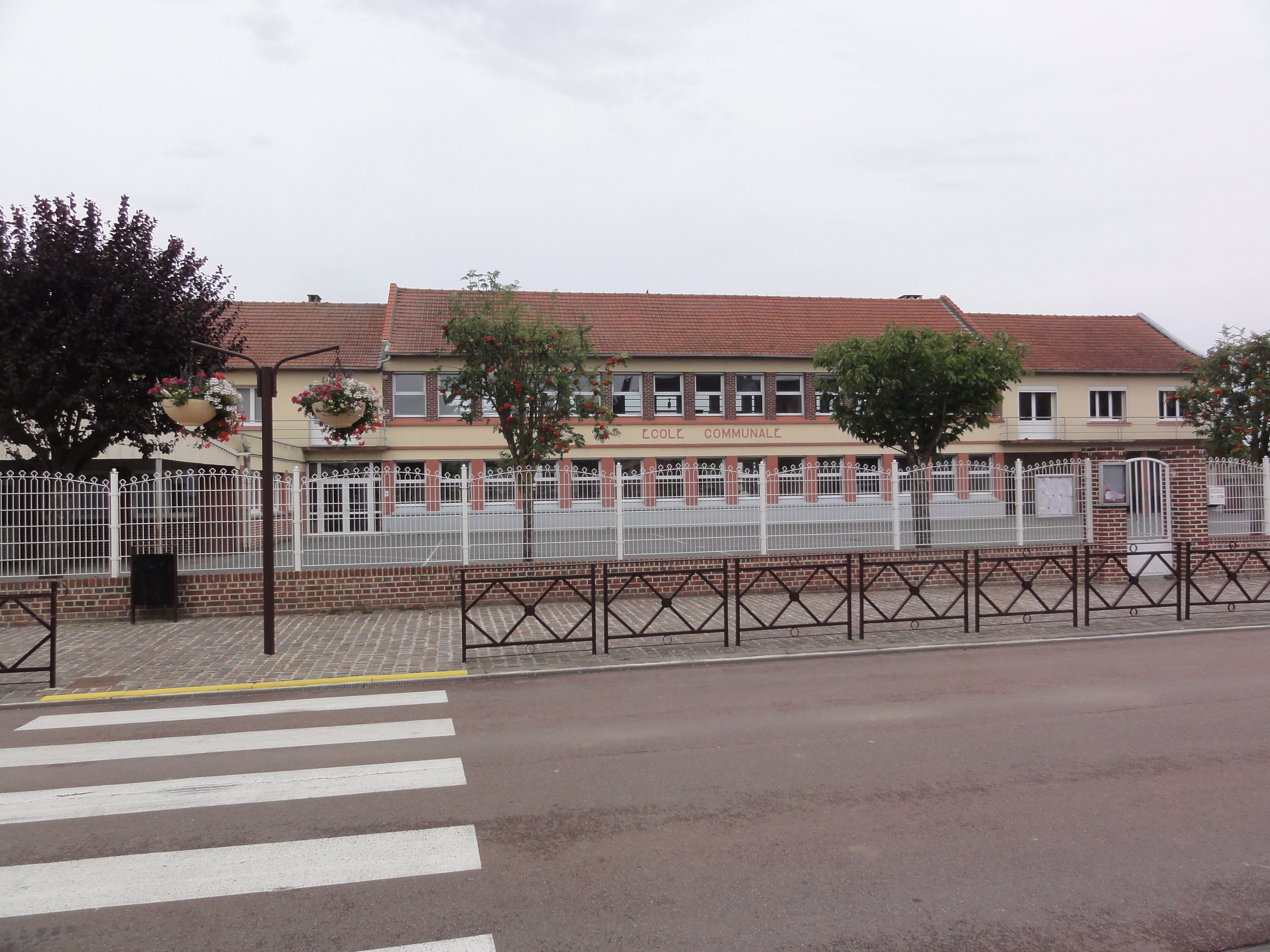
L'école.
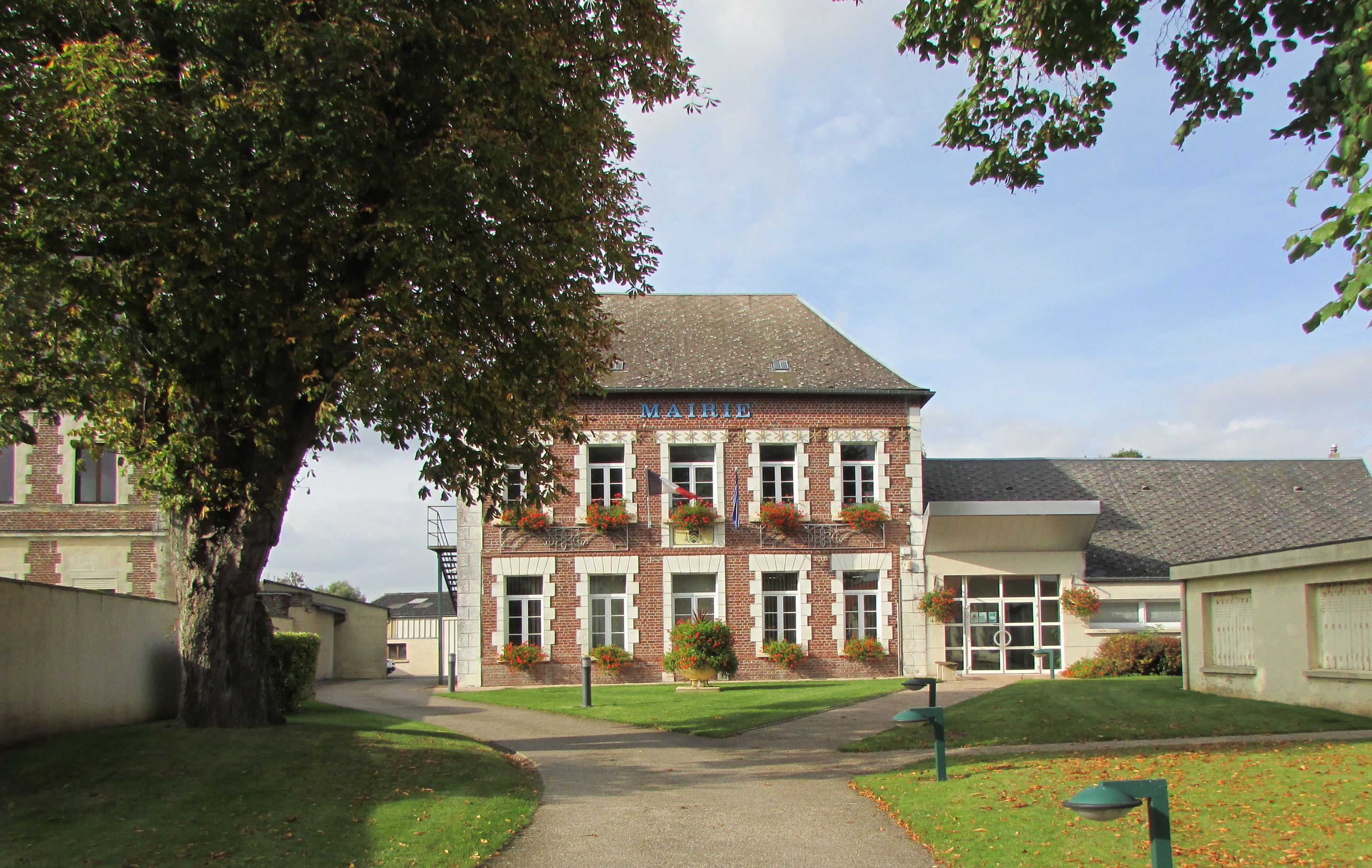
La mairie.

### Cartes postales anciennes

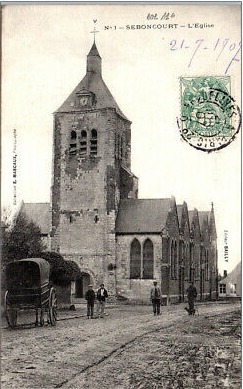
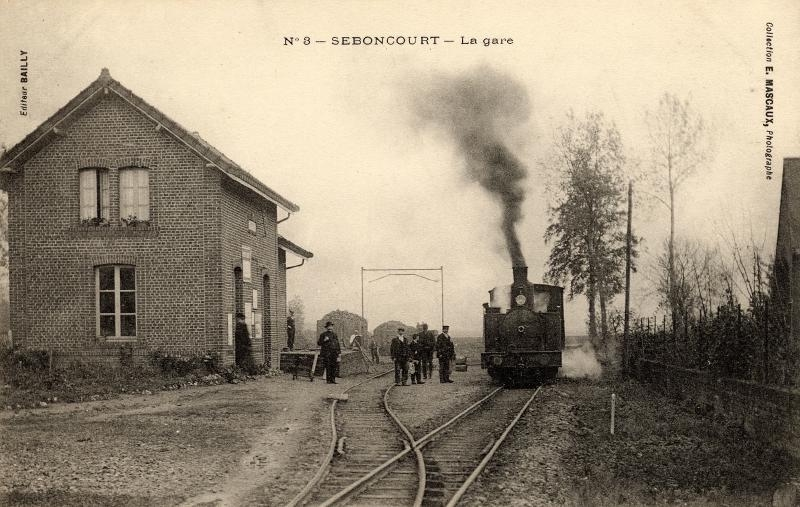
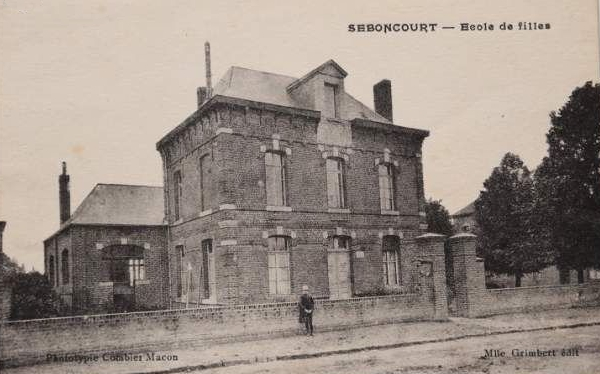
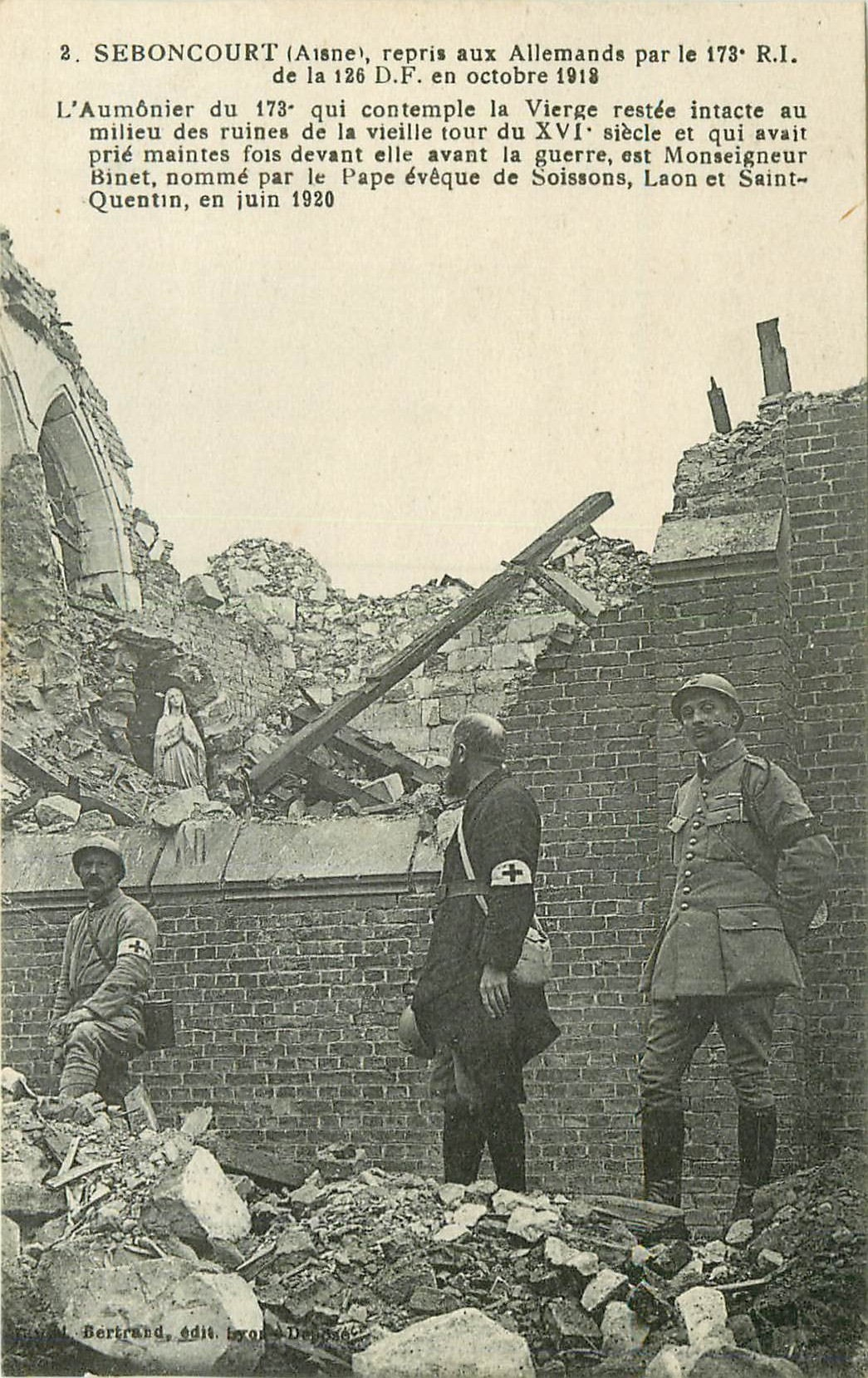
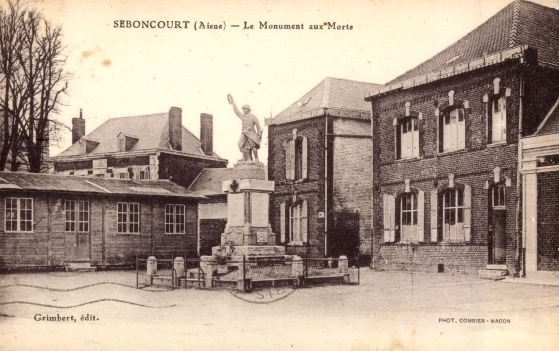

### Personnalités liées à la commune
- Jean-Marie Loret, cheminot et fils présumé d'Adolf Hitler.
- Louis Brassart-Mariage (1875-1933), architecte de l'église.

### Héraldique
| Blason de Seboncourt | Blason  | D'azur aux trois chevrons d'or. Ornements extérieursCroix de guerre 1914-1918                               |
| Blason de Seboncourt | Détails | La commune d'Y dans la Somme partage le même blasonnement. Le statut officiel du blason reste à déterminer. |